# Edward William Voelcker
Pour les articles homonymes, voir Voelcker.
Edward William Voelcker, né le 14 juillet 1857 à Cirencester et mort le 22 novembre 1930 à Londres, est un chimiste britannique.

## Biographie
Troisième fils des cinq enfants du chimiste Augustus Voelcker (en), il devient un spécialiste de la chimie analytique et est président de la Society for Analytical Chemistry en 1901-1902 et en 1910-1911.